# Етербек
Етербек (на нидерландски: Etterbeek; на френски: Etterbeek) е квартал – една от 19-те общини на Столичен регион Брюксел – Централна Белгия. Населението му е около 48 367 души (2019).
Първоначално, през 20-те и 30-те години на XX век е предградие на Брюксел. Днес, е един от престижните и добре устроени квартали на града. Населението му е предимно коренно.
Граничи с основните европейски институции (Европейска Комисия, Европейски Парламент, др.), основни булеварди, Юбел парк и Леополд парк. На запад граничи с квартал Иксел.
Дом е на редица училища, детски градини, църкви, посолства, скъпи резиденции. В Етербек има множество, градинки, открити площи и площади, в това число и именитият площад Жордан; още множество ресторанти, кафенета, услуги, магазини.
Архитектурата е основно от 1928 до 1937 година – стиловете, характерни за периода. Срещат се редица сгради в немски и алпийски стил. Изградените през 1936 г. модерни сгради, са така забележителни и актуални в архитектурно отношение и днес.
През квартал Етербек преминава една от първите трамвайни линии на града. Транспортни линии са трамвай № 81 – Монтгомъри – Гара Миди; трамвай № 7; автобусни линии 34 и 36; метро линия № 5 – жълта. 
Етербек е приютил историческите сгради на Федералната полиция, конната полиция, Полицейската академия, специални части и сградите на Арсенал – оръжейницата на Белгия през първата половина на XX век.
Помещава и Правителствена и европейска служба по иновации.

## Известни личности
Родени в Етербек
- Херман Ван Ромпой (р. 1947), политик
- Пиер Делин (р. 1944), математик
- Ерже (1907 – 1983), автор на комикси
- Амели Нотомб (р. 1966), писателка
- Стефан Стеман (1933 – 2015), актьор
- Лара Фабиан (р. 1970), певица
- Андре Франкен (1924 – 1997), автор на комикси